# Команда Кусто
Команда Кусто (фр. Équipe Cousteau) — французька неприбуткова організація зі штаб-квартирою у Парижі, яка займається океанографічними дослідженнями та охороною навколишнього середовища. Заснована у 1981 році видатним французьким дослідником Світового океану Ж.-І. Кусто.

## Історія
Організацію заснували у 1981 році як «Фонд Кусто» океанограф Ж.-І. Кусто та письменник Ів Пакалле. У 1992 році, в результаті правових змін у французькому законодавстві 1990 року, фонд перейменовано на «Команду Кусто». Після смерті засновника Ж.-І. Кусто управління справами компанії перейшли до його дружини Франсін Кусто, однак інші спадкоємці дослідника, зокрема діти від першого шлюбу, досі ведуть боротьбу за його спадок, зокрема і фонд.
У 1999 році, після сімейних розбіжностей, Жан-Мішель Кусто, старший син від першого шлюбу з Сімоною Мельхіор, заснував у США Товариство майбутнього океану (Ocean Futures Society), щоб продовжити справу батька. У Франції Жан-Мішель Кусто, який успадкував віллу «Ваграм» у Парижі та віллу «Баобаб» у Санарі, у листопаді 2005 року почав безуспішно відстоювати свої права на «Каліпсо» у суді проти Франсін Кусто, другої дружини, співспадкоємиці командира і президента «Екіпажу Кусто».

## Мета діяльності
- Охорона довкілля та підвищення якості життя теперішніх та майбутніх поколінь
- Дослідження Світового океану та просвіта людства у сфері охорони природи задля збереження життя на Землі
- Захист морських савців
- Сталий розвиток у рибній промисловості
- Захист прибережного морського середовища, зокрема коралових рифів
- Екологічна освіта шляхом проведення конференцій, зустрічей зі світовими лідерами, видання книг, випуском документальних фільмів тощо.

## Склад команди

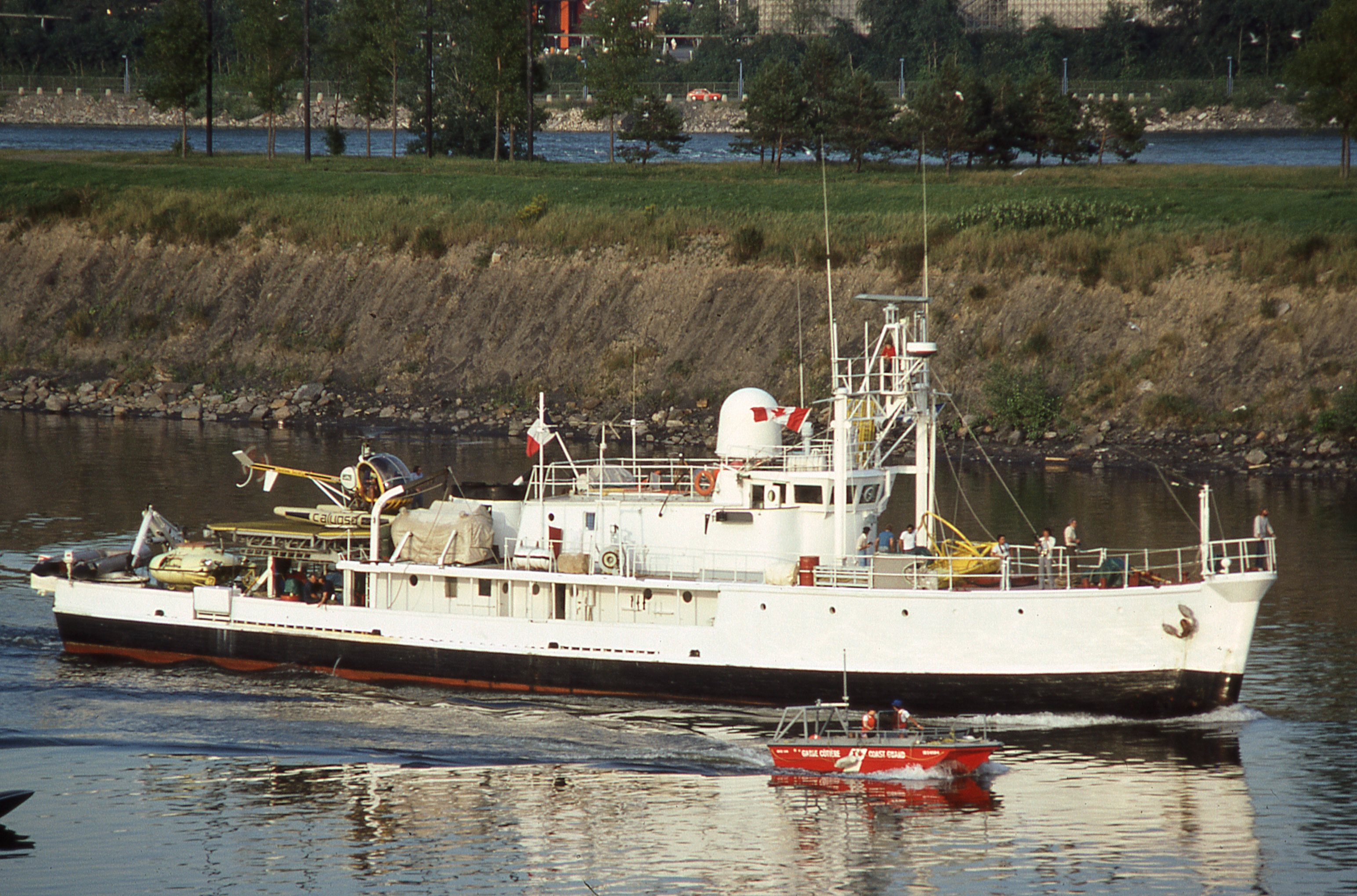
«Каліпсо» — основне дослідницьке судно

- Капітан Жак-Ів Кусто

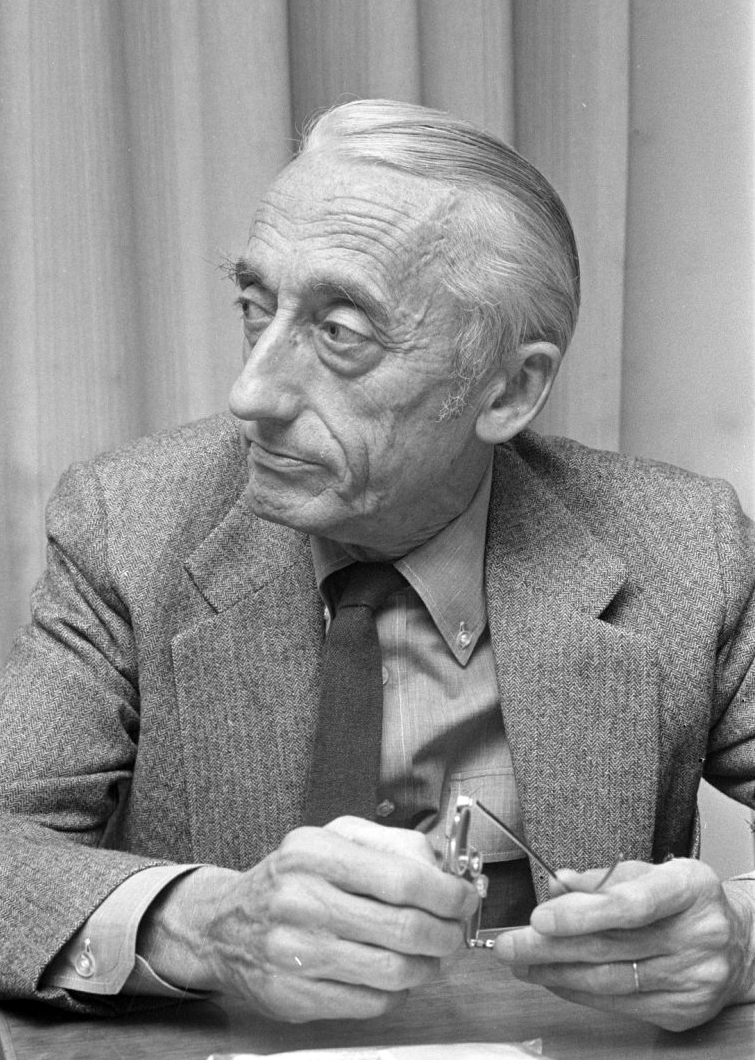
Капітан Ж.-І. Кусто — засновник організації

- Сімона Кусто (перша дружина Ж.-І. Кусто)
- Жан-Мішель Кусто (син Ж.-І. Кусто)
- Філіпп Кусто (син Ж.-І. Кусто)
- Капітан Жан Аліна
- Франсін Кусто (друга дружина Ж.-І. Кусто)
- Фредерік Дюма — дайвер та кінооператор
- Філіпп Тайле — фотограф та письменник
- Альбер Фалько — дайвер, капітан «Каліпсо»
- Ів Паккале — письменник
- Андре Лабан — інженер-хімік
- Мішель Делуар — кінооператор
- Жак Ренуар — кінооператор
- Дідьє Нуаро — кінооператор
- Жан-Поль Корню — кінооператор
- Колен Муньє — кінооператор
- Джон Джексон — кінооператор
- Ів Омер — дайвер, кінооператор

- Ґюї Жуа — звукооператор
- Ів Злотнічка — звукооператор
- Домінік Арріє — звукооператор
- Бернар Делемотт — старший дайвер
- Раймон Коль — старший дайвер, оператор SP-350 Denise
- Раймон К'єнзі «Каное» — старший дайвер
- Крістіан Боннісі — старший дайвер
- Домінік Суміан — старший дайвер
- Патрік Делемотт — дайвер, працював у команді Кусто протягом 1975—1978 років (загинув в автокатастрофі 1978 р.)
- Жак Делькутер — дайвер
- Ріке Гуаран — дайвер
- Іван Джаколлето — дайвер
- Антуан Росе — дайвер
- Марк Блессінгтон — дайвер
- Марсель Ішак
- Жак Ерто
- Франсуа Сарано — доктор морської біології, науковий керівник експедицій
- Домінік Серафіні — художник
- Деніс Оді
- Клод Веслі — учасник проектів підводних будинків Précontinent I, II та III
- Ру Жак — інженер-електрик
- Грегуар Кулбаніс — дайвер, науковий керівник експедиції на Каспійське море
- Бернар Дегі — капітан «Альціони»
- Луї Презелен — дайвер, кінооператор, біолог.